# Mari Lampinen
Mari Johanna Lampinen (Lahti, 11 settembre 1971) è un'ex biatleta finlandese.

## Biografia
In Coppa del Mondo ottenne il primo risultato di rilievo il 17 dicembre 1992 a Pokljuka (4ª) e il primo podio il 21 gennaio 1995 a Oberhof (3ª).
In carriera prese parte a tre edizioni dei Giochi olimpici invernali, Albertville 1992 (34ª nella sprint, 31ª nell'individuale, 5ª nella staffetta), Lillehammer 1994 (16ª nella sprint, 48ª nell'individuale, 10ª nella staffetta) e Nagano 1998 (8ª nella sprint, 32ª nell'individuale), e a sei dei Campionati mondiali, vincendo una medaglia.

## Palmarès

### Mondiali
- 1 medaglia:
  - 1 bronzo (gara a squadre[2] a Pokljuka/Hochfilzen 1998)

### Coppa del Mondo
- Miglior piazzamento in classifica generale: 9ª nel 1995
- 2 podi (entrambi individuali[1]), oltre a quello ottenuto in sede iridata e valido anche ai fini della Coppa del Mondo:
  - 2 terzi posti